# Burnhope
Burnhope – wieś i civil parish w Anglii, w hrabstwie Durham. Leży 11 km na północny zachód od miasta Durham i 384 km na północ od Londynu. W 2011 roku civil parish liczyła 1564 mieszkańców.